# Jules-Antoine Taschereau
Pour les articles homonymes, voir Taschereau (homonymie).
Jules-Antoine Taschereau (19 décembre 1801, Tours - 10 novembre 1874, Paris 7e) est un érudit et homme politique français.
Réorganisateur de la Bibliothèque nationale, sous le Second Empire, la postérité l’a oublié au profit de son successeur « en raison de son caractère emporté et de son ambition ».

## Biographie
Membre de la famille Taschereau, Jules-Antoine Taschereau est le fils d'Antoine Taschereau (1760-1817), avocat au parlement, lieutenant particulier au bailliage et présidial de Tours, qui, monarchiste, sera emprisonné sous la Révolution et devra sa survie à la chute de Robespierre, et de sa seconde épouse Jeanne Philippine Sophie Cahouët.
Étudiant en droit à Paris, il a collaboré au Courrier français, à la Revue de Paris, et à La Revue française. Il s'était acquis une certaine réputation dans les milieux de l'édition, lorsque sa publication des Œuvres complètes de Molière (1823-1824), celle des Œuvres de Boufflers (1827), celle de la Correspondance littéraire de Grimm et de Diderot (1829-1830), et son Histoire de la vie et des ouvrages de Corneille (1829), lui ont valu un rang distingué parmi les érudits. 
Rédacteur au National depuis sa fondation, ses relations avec Armand Carrel et les chefs du parti libéral arrivés au pouvoir en 1830, ne furent pas inutiles à sa fortune. Secrétaire général de la préfecture de la Seine au lendemain de la révolution de juillet, puis maître des requêtes au conseil d'État, il s’est séparé du gouvernement en 1831, et a quitté ses fonctions administratives pour briguer, comme candidat indépendant, la députation dans le 4e collège d'Indre-et-Loire (Chinon) en remplacement d’Amédée Girod de l'Ain, nommé pair de France. Après avoir échoué, le 15 novembre 1832, face à Théobald Piscatory et Lafond, médecin, il s’est impliqué aux luttes de l'opposition libérale dans la presse, tout en continuant ses travaux d'érudition.
En 1833-34, il a édité, avec Louis Monmerqué, les Historiettes de Tallemant des Réaux, et fondé la Revue rétrospective, vaste recueil historique formé de mémoires et de documents inédits. Après avoir échoué une seconde fois, le 21 juin 1834, dans la même circonscription face à Piscatory, député sortant, et Auguste Ravez, il réussit enfin à entrer à la Chambre, le 2 mars 1839, comme député du 3e collège d'Indre-et-Loire (Loches), votant généralement avec l’opposition modérée.
Le 1er avril 1842, il épouse la fille d'un brasseur anglo-irlandais ruiné par le blocus continental, Henrietta Darley. L'état de ses affaires ne lui permettant plus de payer le cens exigé par la loi électorale, il renonce à se représenter à l'élection de juillet, et reprend sa plume de journaliste, écrivant dans le Siècle et dans l'Illustration, menant de vives campagnes contre Émile de Girardin, protégé de François Guizot.
Après la Révolution française de 1848, il a repris la publication de sa Revue rétrospective, y publiant, sous le titre de Déclarations faites par *** devant le ministre de l'Intérieur, une sorte de dénonciation ou de rapport de police contre les sociétés secrètes, qui a fait beaucoup de bruit et que l'on a attribué à Auguste Blanqui, qui a protesté énergiquement et accusé de faux Taschereau, qui a riposté par un procès en diffamation. L’enquête ouverte n'a abouti à aucun résultat positif, l'original de la pièce n'ayant pu être produit.
Le 23 avril 1848, il est élu, le 5e sur 8, par 47 310 voix, représentant d'Indre-et-Loire à l'Assemblée constituante. Il a siégé à droite, et opiné avec les conservateurs, pour le rétablissement du cautionnement et de la contrainte par corps, pour les poursuites contre Louis Blanc et Caussidière, contre l'abolition de la peine de mort, contre l’amendement Grévy, contre le droit au travail, pour l’ordre du jour en l'honneur de Cavaignac, pour la proposition Rateau, contre l'amnistie, pour l'interdiction des clubs, pour les crédits de l’expédition romaine.

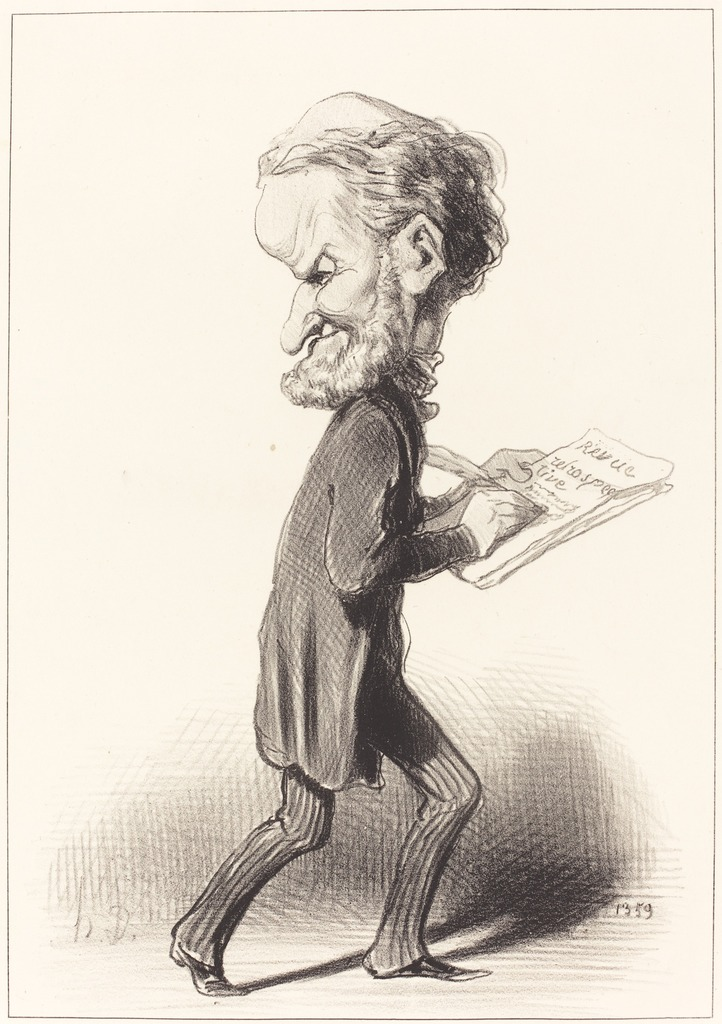
« Taschereau Rédacteur de la Revue rétrospective dans l'exercice de ses fonctions. » Caricature de Taschereau par Honoré Daumier en 1848.

Réélu, le 13 mai 1849, représentant du même département à l'Assemblée législative, il s’est progressivement rapproché des conservateurs, attaquant avec beaucoup de vivacité à plusieurs reprises le parti démocratique, opinant pour la loi Falloux-Parieu sur l'enseignement, pour la loi sur le suffrage universel, et, en dépit de son soutien à la candidature du général Cavaignac à la présidence de la République, a pleinement adhéré à la politique du Prince-Président.
Partisan du coup d'État du 2 décembre 1851, il a été nommé par Louis-Napoléon Bonaparte administrateur-adjoint à la Bibliothèque impériale, et chargé des catalogues (24 janvier 1852). En 1858, il a succédé à Joseph Naudet comme administrateur général de la Bibliothèque impériale réorganisée. Il y a poursuivi la publication du Catalogue des imprimés, supervisé la reconstruction des bâtiments par Henri Labrouste, en 1868, et fait entreposer en lieu sûr les collections pendant la guerre franco-allemande de 1870, avant de quitter Paris, sous La Commune, pour échapper à une exécution quasi certaine, laissant son futur successeur Léopold Delisle le soin de défendre le département des Manuscrits contre les Communards. Il est promu officier de la Légion d'honneur en 1865. Passé la guerre, il a repris ses fonctions jusqu’au 10 septembre 1874, époque de sa mise à la retraite, sur sa demande, deux mois avant sa mort, des suites d'une attaque de paralysie.
Il est le père de Jules Antoine Charles Taschereau (1843-1918), receveur des finances, percepteur du 16e arrondissement de Paris (marié en 1872 à Madeleine Bréguet (1853-1877), fille de Louis Clément François Breguet), et le beau-père de l'ingénieur Alfred Niaudet (1835-1883, frère de Sophie Berthelot).

## Publications

### Monographies
- Documens biographiques sur La Bruyère.
- Figures de diverses éditions de Voltaire.
- Supplément à la vie de Molière.
- Lettre à M. le Mis de Fortia d’Urban, en réponse à ses Dissertations sur Molière et sur sa femme, 1824.
- Notice sur Boufflers, 1827.
- Histoire de la vie et des ouvrages de Molière, 1828, rééd. 1844, 1851, 1863, lire en ligne sur Gallica.
- Histoire de la vie et des ouvrages de P. Corneille, 1829, rééd. 1855, 1869, lire en ligne sur Gallica.
- Détails et révélations sur le duel de Dulong, 1834, lire en ligne sur Gallica.
- Histoire de la troupe de Molière, 1849.
- De l’origine de la chanson de « Cadet Rousselle », et de son auteur, 1850, lire en ligne sur Gallica.
- Histoire de la troupe de Molière, feuilleton de l’Ordre, 1874.

### Éditions scientifiques
- Molière, Œuvres complètes, illustrées par Lorenz, Jules David, etc., 1853, rééd. 1856, 1863, 1868.
- Amans-Alexis Monteil, Promenades dans la Touraine, 1861.
- Pierre Corneille, Œuvres complètes, 1857.
- Gédéon Tallemant des Réaux, Historiettes, 1834.
- Denis Diderot, Mémoires, correspondance et ouvrages inédits, t. I-II, 1830.
- Friedrich Melchior Grimm et autre(s), Correspondance littéraire, philosophique et critique de Grimm et de Diderot depuis 1753 jusqu’en 1790, 1829.
- Molière, Le Tartufe [sic], avec de nouvelles notices historiques, critiques et littéraires, 1824.
- Boufflers, Œuvres complètes, nouvelle édition précédée d’une Notice, augmentée d’un grand nombre de pièces non recueillies (et suivie de pièces fugitives de Mme de B...s [Boufflers] mère, de Mme de B...n [Boisgelin] sa fille et de plusieurs personnes de la famille de l’auteur.)